# 塞萨奥伦卡主教座堂
塞萨奥伦卡圣伯多禄圣保禄主教座堂（Cattedrale dei Santi Pietro e Paolo）是罗马天主教宗座圣殿、天主教塞萨奥伦卡教区的主教座堂，位于意大利坎帕尼亚大区卡塞塔省塞萨奥伦卡，建于11-18世纪，1183年祝圣。